# Фудзивара-но Садаката
Фудзивара-но Садаката (яп. 藤原定方, 873—932) — японский поэт, известный также как Сандзё-но Удайдзин или Сандзё Удаидзин (三条右大臣).
Сын Фудзивара-но Такафудзи. Занимал пост Министра правой руки (удайдзин), а в 924 году был назначен начальником гвардии Правого крыла (укон-но тайсё). Его двоюродный брат и приёмный сын Фудзивара-но Канэсукэ, а также его собственный сын Фудзивара-но Асатада, тоже были поэтами, как и он, писавшими в жанре вака. Все они представлены в антологии «Хякунин иссю».